# سوما (لعبة فيديو)
سوما (بالإنجليزية: SOMA)‏، هي لعبة فيديو إلكترونية من إنتاج ونشر شركة فيكشينال جيمز في شهر سبتمبر سنة 2015م، وهي من نوع رعب البقاء وخيال علمي، وتعمل على عدة منصة ألعاب الفيديو ومنها بلاي ستيشن 4 ومايكروسوفت ويندوز ولينكس.

## القصة
في عام 2015، نجا بطل الرواية سيمون جاريت من حادث سيارة، لكنه عانى من تلف شديد في الدماغ ونزيف في الجمجمة. بسبب إصاباته، وافق سيمون على الخضوع لفحص تجريبي للدماغ تحت سيطرة طالب الدراسات العليا ديفيد مونشي. أثناء المسح، يبدو أن سيمون استعاد وعيه على موقع Upsilon من باثوس-2 (PATHOS-II)، وهو مركز أبحاث غواصة مهجورة على ما يبدو. يقيم سايمون علاقة مع امرأة تدعى كاثرين تشون، والتي تدعوه إلى موقع لامدا (Lambda) ويكشف أنه استيقظ في عام 2104، بعد عام واحد من تدمير مذنب للأرض وغادر إلى باثوس-2 كموقع أخير للإنسانية. على طول الطريق، يواجه سيمون روبوتات يعتقد أنها إنسانية ويتجاوز روبوتات عدائية.
لدى وصوله إلى موقع لامدا، يكتشف سيمون أن كاثرين ليست إنسانيًا، ولكنها مسح دماغي لموظف في باثوس-2 تم تنزيلها في وحدة تخزين. سيمون نفسه هو نتيجة لمسح دماغه من عام 2015 الذي تم تحميله في الجثة المعدلة لموظف باثوس-2 آخر من قبل مخابرات اصطناعية تدعى وحدة الحراسة (WAU)، والتي سيطرت على المركز وحولت جميع البشر الباقين على قيد الحياة إلى المسوخ الميكانيكية للوفاء بمهمتها في الحفاظ على الإنسانية. الوسيلة الوحيدة لأي شيء من أصل إنساني يهرب من الأرض ويحفظ في ARK، وهو الصندوق الأسود الرقمي الذي صممته كاثرين والذي يضم عالماً محاكياً تم فيه الحفاظ على مسح جميع أدمغة أفراد باثوس-2. وعلى الرغم من اكتماله، لم يتم إرسال ARK إلى الفضاء. يوافق سيمون على مساعدة كاثرين في استعادة ARK واستكمال مهمتها.
نظرًا لأن ARK محتجز في موقع Tau على أعماق المحيط الأطلسي المطلقة، يتجه سيمون إلى موقع Theta لاسترداد غواصة تسمى DUNBAT يمكنها تحمل الضغط السحيق. لسوء الحظ، عبث فرقة وحدة الحراسة بشكل استباقي لـغواصةDUNBAT، أجبر سيمون على الانتقال إلى موقع Omicron ولإنشاء جسم جديد قادر على السفر عبر قاع البحر. أثناء البحث عن المكونات الأساسية في Omicron، يتلقى Simon رسائل ذهنية من أخصائي الذكاء الاصطناعي في باثوس-2 يوهان روس، الذي يطالبه بتدمير مسوخ وحدة الحراسة. عند الانتهاء من جثة سيمون الجديدة، تقوم كاثرين بنسخ وعي سايمون بها، مما يؤدي إلى اضطر سايمون إلى الاختيار بين القتل الرحيم لسيمون في جسده القديم أو تركه لأي مصير يصيبه.
نزولاً إلى الهاوية، يسترجع سيمون ARK من موقع Tau ويأخذه باتجاه موقع Phi، حيث يوجد مدفع Omega space. ومع ذلك، فهو مضطر إلى الالتفاف عبر موقع Alpha، حيث يتم إخفاء نواة وحدة الحراسة.يمنح روس سيمون الفرصة للتخلص من وحدة الحراسة، بينما يخطط سراً لقتله لمنع وحدة الحراسة من التكيف مع مناعة سيمون. قبل أن يتمكن من القيام بذلك، يُلتهم روس برافعة مائية، يهرب منها سايمون من خلال الوصول إلى موقع فاي.
في موقع فاي، تنسخ كاثرين سيمون ويمسح دماغه المسح الضوئي في ARK في اللحظة الأخيرة قبل إطلاقه في الفضاء. عندما يكون سيمون مرتبكًا بشأن سبب بقاء الاثنين على الأرض على الرغم من إنجازهما، تشرح كاثرين أن نسختهما هي التي تسكن ARK وتناقش معه حول طبيعة مهمتهما حتى وحدة تخزينها في دوائر قصيرة من الجهد المبذول. يُترك سايمون عاجزًا وحيدًا في ظلمات الهاوية.
في مشهد ما بعد الاعتمادات، تم نسخ إصدار سيمون إلى ARK، وهو غير مدرك تمامًا للآخر من سيمون الذي ترك في باثوس-2، يستيقظ ويجتمع مع كاثرين في منظر طبيعي شاعري. وفي الوقت نفسه، ينجرف ARK إلى الفضاء ويترك الأرض المدمرة وراءه.

## تقييمات اللعبة
تلقى سوما «مراجعات مفضلة عموما» وفقا لموقع مراجعة مجمع ميتاكريتيك. في عام 2018، احتلت في GamesRadar المرتبة التاسعة في قائمة «أفضل 20 لعبة رعب في كل العصور».

بعد عشرة أيام من الإصدار، باعت سوما 92,000 نسخة، وهو ما يتجاوز 20,000 نسخة من لعبة الرعب السابقة أمنيشيا: ذا دارك ديسينت في أسبوعها الأول. في مارس 2016، أعلنت شركة فيكشينال جيمز أن اللعبة قد بيعت أكثر من 250000 نسخة وأن الشركة كانت على وشك الانتهاء، مما تطلب منهم بيع 276,000 نسخة. في منشور للمدونة احتفالا بسنة واحدة من الإصدار، قدرت فيكشينال جيمز أن أرقام المبيعات قد تجاوزت 450,000 نسخة. في جوائز Golden Joystick لعام 2016، تم ترشيح سوما لثلاث فئات: أفضل لعبة أصلية وأفضل رواية قصة وأفضل تصميم مرئي.
| استقبال |                                        |
| --- | -------------------------------------- |
| مجموع النقاط المجموع نقاط ميتاكريتيك (PC) 84/100 [ 13 ] (PS4) 79/100 [ 14 ] (XONE) 82/100 [ 15 ] نتائج المراجعة نشرة نقاط دستركتويد 9/10 [ 16 ] غيم إنفورمر 8.5/10 [ 17 ] غيم ريفولوشن [ 18 ] غيم سبوت 9/10 [ 19 ] غيمز رادار [ 20 ] غيم تريلرز 7.8/10 [ 21 ] آي جي إن 8.1/10 [ 22 ] بي سي غيمر (الولايات المتحدة) 80/100 [ 23 ] بوليغون 9/10 [ 24 ] فيديو غيمر.كوم 8/10 [ 25 ] |                                        |
| مجموع النقاط |                                        |
| المجموع | نقاط                                   |
| ميتاكريتيك | (PC) 84/100 (PS4) 79/100 (XONE) 82/100 |
| نتائج المراجعة |                                        |
| نشرة | نقاط                                   |
| دستركتويد | 9/10                                   |
| غيم إنفورمر | 8.5/10                                 |
| غيم ريفولوشن | [ 18 ]                                 |
| غيم سبوت | 9/10                                   |
| غيمز رادار | [ 20 ]                                 |
| غيم تريلرز | 7.8/10                                 |
| آي جي إن | 8.1/10                                 |
| بي سي غيمر (الولايات المتحدة) | 80/100                                 |
| بوليغون | 9/10                                   |
| فيديو غيمر.كوم | 8/10                                   |